# 生きてる生きてく
「生きてる生きてく」（いきてるいきてく）は、福山雅治の28枚目のシングル。2012年3月28日発売。制作はユニバーサルJ、発売・販売元はユニバーサルミュージック。この項目では、2012年2月22日から期間限定で発売されたDVDシングル『「生きてる生きてく」 TV Ver. with 雅秋&フクラージョ』についても記載する。

## 解説
前作「家族になろうよ／fighting pose」からおよそ7か月ぶりとなるシングル。
「生きてる生きてく」は2012年3月3日に公開された東宝系映画『映画ドラえもん のび太と奇跡の島 〜アニマル アドベンチャー〜』主題歌であるが、主題歌起用のきっかけは2010年9月17日放送のTVシリーズテレビ朝日系『ドラえもん』の『ほんもの3Dテレビ』という話にしずかちゃん憧れのスター「福山雅秋」が登場したことである。福山は自身のラジオレギュラー番組で「福山雅治そっくりのキャラクターがドラえもんに出演していました！」というリスナーからの情報でその存在を知ったという。その後、福山はラジオ番組内で「自分でアフレコをしたい」とコメント。このラブコールがドラえもんサイドのスタッフの耳に入り、翌2011年の新作映画制作が始まるタイミングで、福山にオファーをした。そして、2011年3月5日に公開された東宝系映画『映画ドラえもん 新・のび太と鉄人兵団 〜はばたけ 天使たち〜』で福山は「福山雅秋」役で声の出演をすることになった。その際に「今度はぜひ主題歌で」と冗談まじりで話をしたところ、今度は主題歌のオファーがあったという（映画公開前の2011年2月13日には、TVシリーズ『ドラえもん 3時間スペシャル』でひと足先に声の出演をしている）。
発売タイプは、初回限定 「WOWOW大開局祭」ライヴ映像収録DVD付 盤、初回限定 「生きてる生きてく」Music Clip &「生きてる生きてく」 冬の大感謝祭 其の十一 ライヴ映像 収録DVD付 盤、通常盤の3タイプでの発売で、各タイプディスクジャケットとライヴ音源1曲が異なる内容になっている。
オリコンチャートは初登場1位となり、ドラえもんの映画主題歌作品がオリコンシングルチャート首位を獲得したのは、1984年に小泉今日子が発売した「風のマジカル」（「渚のはいから人魚/風のマジカル」の両A面シングルでの発売）以来28年ぶりの快挙となった。

## 収録曲

### 初回限定「WOWOW大開局祭」ライヴ映像収録DVD付盤

#### CD
1. 生きてる生きてく
（作詞・作曲：福山雅治 / 編曲：福山雅治、井上鑑）
東宝系映画『映画ドラえもん のび太と奇跡の島 〜アニマル アドベンチャー〜』主題歌。ドラえもん生誕100年前の作品ということで、“100年後”や“命のリレー”をテーマにした楽曲。
タイアップ先から「明るい曲で」というオファーであったため、子供が楽しく歌えるようにスカのリズムを取り入れており、歌詞に関しては大人から子供へ向けた内容になっている。歌い方についてはビートルズの楽曲をボブ・ディランが歌っているイメージだという。
タイトル表記については、字面にすると重たいと思いカタカナ表記の「イキテルイキテク」にする案もあったが、それでは何か逃げている気がするということで今の形になった[10]。
使用ギターはギブソン・J-50 '59。伴奏で聴こえるチューバは正確にはユーフォニアムである。
2. Around the world
（作詞：福山雅治、井上鑑 / 作曲：福山雅治 / 編曲：福山雅治、井上鑑）
アサヒ「スーパードライ」CMソング。
メタル要素を意識して制作したインストゥルメンタル。
使用ギターはポール・リード・スミス プライベート・ストック #2749（カスタム24）、ポール・リード・スミス プライベート・ストック #2838（カスタム24）。
3. Dear from 冬の大感謝祭 其の十一
（作詞・作曲：福山雅治 / 編曲：福山雅治、井上鑑）
1994年に発売された6thアルバム『ON AND ON』収録曲。
2011年の年末ライヴ『福山☆冬の大感謝祭 其の十一』開催前に行われたリクエスト投票では、9位になった。
4. BLUE SMOKY from 冬の大感謝祭 其の十一
（作詞：福山雅治 / 作曲：白浜久 / 編曲：福山雅治、井上鑑）
1990年に発売された1stアルバム『伝言』収録曲。原曲よりもキーが半音低くなっており、歌詞も新たに書き直されている。
2011年の年末ライブ『福山☆冬の大感謝祭 其の十一』開催前に行われたリクエスト投票では最下位となり、敢えて取り上げられて演奏された。
5. 生きてる生きてく (Original Karaoke)

#### DVD（「WOWOW大開局祭」ライヴ映像収録）
1. 想 -new love new world-
2. fighting pose
3. Revolution//Evolution

### 初回限定「生きてる生きてく」Music Clip & 「生きてる生きてく」冬の大感謝祭 其の十一 ライヴ映像収録DVD付盤

#### CD
1. 生きてる生きてく
2. Around the world
3. Dear from 冬の大感謝祭 其の十一
4. 逃げられない from 冬の大感謝祭 其の十一
（作詞・作曲：福山雅治 / 編曲：福山雅治、井上鑑）
1991年に発売された3rdシングル「風をさがしてる」カップリング曲。原曲よりもキーが1音低くなっている。
2011年の年末ライヴ『福山☆冬の大感謝祭 其の十一』開催前に行われたリクエスト投票では、25位であった。
5. 生きてる生きてく (Original Karaoke)

#### DVD
1. 生きてる生きてく Music Clip
監督は小松真弓。
2. 生きてる生きてく from 冬の大感謝祭 其の十一
WOWOWで放送された『福山☆冬の大感謝祭 其の十一』や、後にDVD作品化された際にも未収録となったライヴ映像。

### 通常盤
1. 生きてる生きてく
2. Around the world
3. Dear from 冬の大感謝祭 其の十一
4. まぼろし from 冬の大感謝祭 其の十一
（作詞・作曲：福山雅治[注釈 1] / 編曲：福山雅治、井上鑑）
1990年に発売された1stアルバム『伝言』収録曲。原曲よりキーが1音半低くなっており、曲調も変えている。歌詞も新たに書き直されており、故郷に残る人たちと故郷を出て暮らしている自分との狭間をより具体的に描く内容になっている。また、原曲の歌詞の中にある“恋人達”という箇所は、恋人も含めた故郷に残していく愛しいものたち（バイク、ギターなど）を表現していたが、字面上わかりづらいということで変更された（当時もその点について、プロデューサーであった白浜久と話し合いをしたという）。
2011年の年末ライヴ『福山☆冬の大感謝祭 其の十一』開催前に行われたリクエスト投票では、73位であった。
5. 生きてる生きてく (Original Karaoke)

## ミュージシャン
| 生きてる生きてく - Vocal & Guitar:FUKUYAMA MASAHARU - Keyboards:INOUE AKIRA - Drum:TSURUYA TOMO'O - Bass:TAKAMIZU KENJI - Guitar & Pedal Steel Guitar:KON TSUYOSHI - Guitar:OGURA HIROKAZU - Percussion:MATARO - Trumpet:NISHIMURA KOJI - Tenor Saxophone:YAMAMOTO TAKUO - Baritone Saxophone:TAKENO MASAKUNI - Tuba:SATO KIYOSHI Around the world - Vocal & Guitar:FUKUYAMA MASAHARU - Keyboards:INOUE AKIRA - Drums:YAMAKI HIDEO - Bass:MIKUZUKI CHIHARU - Guitar:KON TSUYOSHI | Dear Live at Pacifico Yokohama, Dec 31, 2011 - Vocal & Guitar:FUKUYAMA MASAHARU - Keyboards:INOUE AKIRA - Drums:YAMAKI HIDEO - Bass:TAKAMIZU KENJI - Guitar:KON TSUYOSHI / OGURA HIROKAZU - Percussion:MATARO - Violin:KINBARA CHIEKO - Baritone Saxophone:YOSHIDA OSAMU - Chorus:FUCHIGAMI YOSHITO / TSUBOKURA YUIKO / TIGER |

## DVDシングル『「生きてる生きてく」TV ver. with 雅秋＆フクラージョ』
『「生きてる生きてく」TV ver. with 雅秋＆フクラージョ』は、福山雅治のDVDシングル。2012年2月22日から期間限定で発売。制作はユニバーサルJ、発売・販売元はユニバーサルミュージック。

### 解説
2012年3月3日公開の東宝系映画『ドラえもん のび太と奇跡の島 〜アニマル アドベンチャー〜』に先駆けて発売された。
収録されている「生きてる生きてく」物語が、2月3日放送のTVシリーズテレビ朝日系『ドラえもん』でオンエアされた。また、この放送から映画公開までの4週間限定で、エンディングソングが「生きてる生きてく スペシャルバージョン」になった。
販売価格は税込525円。このDVDの売り上げの一部は「ドラえもん募金」に寄付された。

### 収録内容
1. 「生きてる生きてく」物語
ドラえもんやのび太が「生きてる生きてく」の楽曲解説するアニメーション映像。
2. 「生きてる生きてく」TV Ver. WIth 雅秋 & フクラージョ
（うた：福山雅治、ギター＆コーラス：福山雅秋、ダンス：フクラージョ）
「生きてる生きてく」アニメ・ミュージック・クリップ TVサイズ Ver.。映画の応援隊長である鈴木福くんが、ドードー鳥の「フクラージョ」となってダンスを披露している。
3. 「ドラえもん のび太と奇跡の島 〜アニマル アドベンチャー〜」予告映像
4. 「生きてる生きてく」予告映像（福山雅治出演）
テレビ・サイズでの「生きてる生きてく」Music Clip。